# Sokol (stanice metra v Moskvě)
Sokol (rusky Со́кол) je jednou ze stanic moskevského metra. Nachází se na Zamoskvorecké lince, v její severní části.

## Charakter stanice
Stanice byla otevřena 11. září roku 1938 jako součást prvního provozního úseku druhé linky metra. Svůj název nese podle přilehlé čtvrti, která zde nachází, přesněji leží pod významnou moskevskou třídou – Leningradským prospektem. Je mělce založená, 9,6 m hluboko, postavena byla v otevřené jámě z povrchu.
Nástupiště je ostrovní, podpírá jej jedna řada sloupů, které přecházejí plynule ve strop a vytvářejí tak klenbu a zároveň dvojlodní prostor. Stěny za nástupištěm i sloupy jsou omítnuté, jejich spodní část je obložena kombinací mramoru, žuly a onyxu.
Výstupy jsou dva, oba jsou vyvedeny z prostřední části nástupiště po pevném schodišti na lávku svírající s osou stanice pravý úhel. V roce 1964 bylo sice přibudováno ještě jedno schodiště, to se však o dalších třicet let nakonec odstranilo a Sokol byl obnoven do původního stavu. Na stěnách chodeb spojujících oba vestibuly s nástupištěm stanice se nacházejí mozaiky z dekorativních kamenů.
V roce 2006 se sesunula část tunelu nedaleko stanice na projíždějící vlak krátce poté, co dělníci na povrchu instalovali nový billboard. Přestože na soupravu se zřítil betonový pilíř, nikdo nebyl zraněn.